# باب کلاتوورتی
باب کلاتوورتی (انگلیسی: Bob Clotworthy; ۸ مهٔ ۱۹۳۱ – ۱ ژوئن ۲۰۱۸) شیرجه‌رو اهل ایالات متحده آمریکا بود.
وی در مسابقات کشوری و بین‌المللی در مجموع برندهٔ ۱ مدال طلا، ۱ مدال نقره، ۲ مدال برنز شده‌است.